# SN 1967C
SN 1967C – supernowa typu Ia odkryta 24 lutego 1967 roku w galaktyce NGC 3389. Jej maksymalna jasność wynosiła 13,13m.